# God (canção de John Lennon)
"God" é uma canção do músico britânico John Lennon lançada em seu primeiro álbum após o fim dos Beatles, John Lennon/Plastic Ono Band (1970).

## Letra
John Lennon descreve Deus como "um conceito pelo qual medimos nossa dor" ("a concept by which we measure our pain").
Na segunda seção da música, ele lista algumas personalidades e conceitos religiosos nos quais não acredita, concluindo que só acredita em si mesmo e em Yoko. Os ídolos citados são, pela ordem: magia, I Ching, Bíblia, tarô, Hitler, Jesus, Kennedy, Buda, Mantra, Gita, ioga, reis, Elvis, Zimmerman (Bob Dylan) e os Beatles.
Na última parte, Lennon fala do que mudou nele após o fim dos Beatles. Enquanto a banda foi basicamente sua família durante a decada de 1960, ele refere-se à canção “Yesterday”, composta por Paul McCartney, e afirma que já não é mais o "criador de sonhos" ou "a morsa", mas apenas "John”. O último verso da canção, "The dream is over”, é vista como uma declaração do fim por explicações ocorrida nos anos 1960. "Se existe um Deus", disse Lennon, "somos todos nós".
A canção, junto a declarações polêmicas do ex-Beatle sobre religião, como "somos mais populares que Jesus", renderam-lhe fama de ateu. Entretanto, Lennon nunca confirmou esse suposto ateísmo, declarando-se, em uma entrevista, agnóstico.

## Créditos
Os músicos que participaram da gravação original foram:
- John Lennon – voz, tack piano[1]
- Billy Preston – piano[1]
- Ringo Starr – bateria
- Klaus Voormann – baixo